# Mers el-Kebir

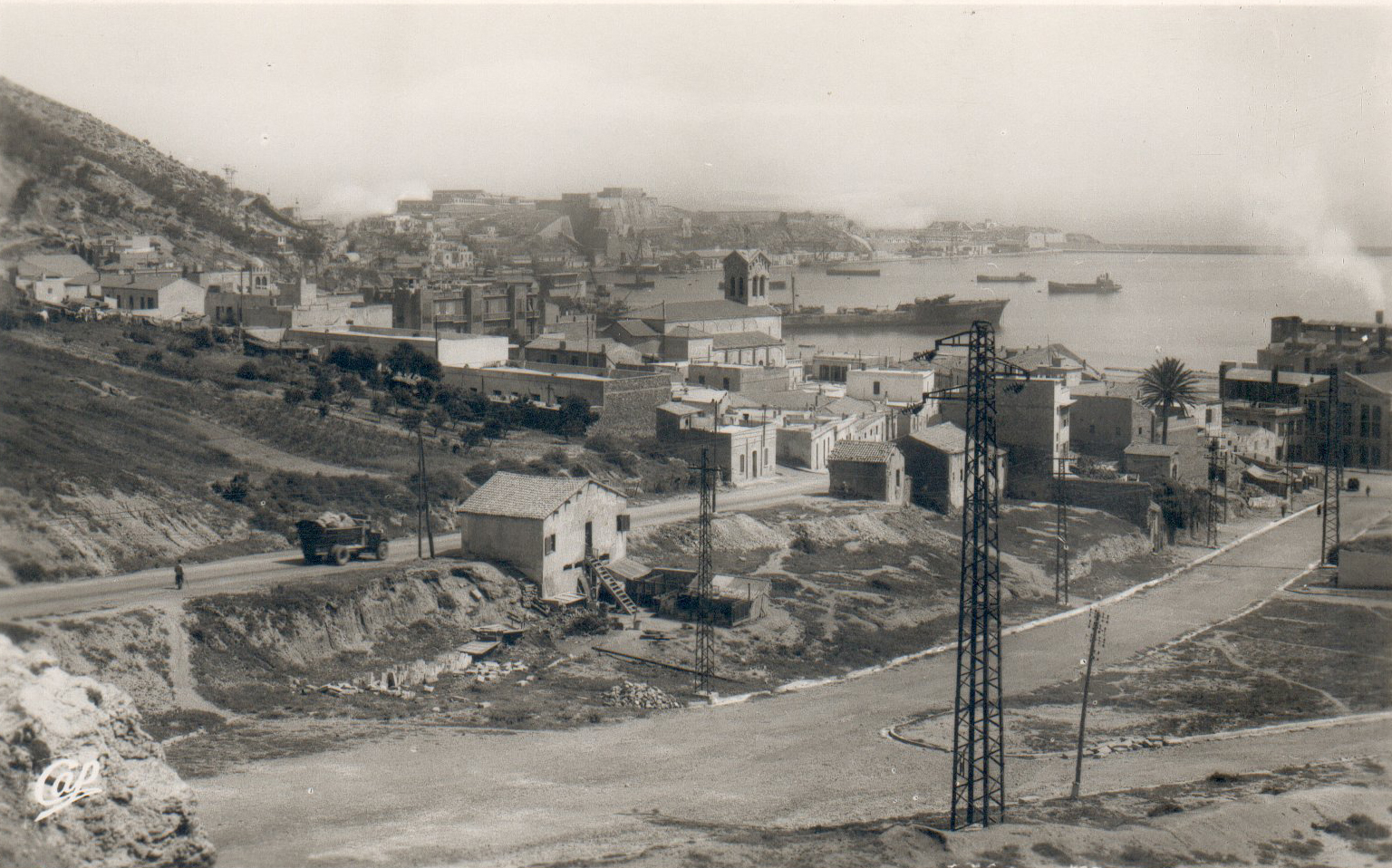
Vista de Mers el-Kebir

Mers el-Kebir (àrab: المرسى الكبير, al-Marsā al-Kabīr) o Massalquivir és un port d'Algèria situat vora la ciutat d'Orà. El nom de la ciutat significa 'gran port' en àrab. La població és de 17.957 habitants (estimació de 2009).
La ciutat va ser un arsenal naval de l'Imperi almohade al segle xii. Va estar sota la sobirania de l'emirat de Tremissèn al segle xv, fins que va ser presa pels corsaris el 1492, els quals la van convertir en una base pirata.
Després d'haver estat atacada sense èxit per tropes portugueses el 1496 i 1501, fou conquerida per Ferran el Catòlic el 1505; quatre anys després serviria de base per a la conquesta de la ciutat d'Orà, geogràficament molt propera, i a la qual romandria unida durant els segles següents. Va seguir en mans espanyoles fins al 1708 (en plena Guerra de Successió espanyola), quan ambdues ciutats van caure en mans del bei otomà d'Alger. El 1732, Felip V de Castella va enviar una expedició de 26.000 soldats sota el comandament de José Carrillo de Barnús, comte de Montemar, el qual recuperà ambdues ciutats. El 1790, un terratrèmol causà grans danys a la ciutat, i dos anys després, Carles IV de Castella ven Mers el-Kebir i Orà al bei turc d'Alger. El 1830, França es fa amb ambdues ciutats, les quals queden integrades en la seva colònia d'Algèria. Mers el-Kebir s'incorpora el 1848 al departament francès d'Orà, un dels tres en què es va dividir la colònia algeriana.
El 1939 es converteix en una important base naval francesa (la més important del mar Mediterrani juntament amb Toló). El 1940, després de la signatura de l'armistici del 22 de juny de 1940 entre França i l'Alemanya nazi, el gruix de la flota francesa, l'esquadró Atlàntic (dos cuirassats, dos creuers, tretze destructors, quatre submarins i un portahidroavions) es trobava ancorat en el port de Mers el-Kebir. Davant el temor que la flota caigués en mans dels alemanys, una flota de laRoyal Navy britànica, la Força H, amb base a Gibraltar, va ser enviada a Mers el-Kebir (batalla de Mers el-Kebir). Davant la negativa dels francesos d'unir-se als britànics, aquests van obrir foc i van enfonsar gairebé tota la flota. Gairebé 1.300 mariners francesos van morir en l'incident, que va enrarir enormement les relacions entre el Regne Unit i els francesos lliures de De Gaulle i va causar les ires del govern de la França ocupada del mariscal Petain.
Sota les condicions dels acords d'Évian que van posar fi a la Guerra d'Independència d'Algèria (1962), França havia de retenir el control de la base durant quinze anys. No obstant això, França hi va renunciar molt abans, el 1968.